# 1603 au théâtre
| Années du théâtre : 1600 - 1601 - 1602 - 1603 - 1604 - 1605 - 1606    |
| Décennies du théâtre : 1570 - 1580 - 1590 - 1600 - 1610 - 1620 - 1630 |

## Événements
- Fondation du théâtre Kabuki au Japon par Okuni.
- L'actrice italienne Isabella Andreini est la première femme à monter sur scène en France, lors d'une tournée de la troupe italienne I Gelosi.
- À la mort d'Élisabeth Ire, reine d'Angleterre, la troupe du lord-chambellan (Lord Chamberlain's Men), à laquelle appartient William Shakespeare, devient Troupe du Roi (King’s Men) sous le règne de Jacques Ier.
- Début au Japon des spectacles de rakugo, une forme de spectacle littéraire humoristique.

## Pièces de théâtre publiées
- Rodomont, tragicomédie d’après l’Arioste, Paris, Ève.
- Le Dédain amoureux, pastorale de Francesco Bracciolini (1576), traduite de l’italien par Isaac de La Grange, Paris, Guillemot.
- Hamlet, de William Shakespeare, Londres, N. L. and John Trundell.

## Pièces de théâtre représentées
- Février : création probable de Troïlus et Cressida de William Shakespeare, Londres, par la troupe du lord chambellan.
- Février ou mars : Une femme tuée par la douceur (A Woman Killed with Kindness), tragédie de Thomas Heywood, Londres.
- 25 juin : The Entertainment at Althorp, masque de Ben Jonson, domaine d'Althorp.
- hiver : Sejanus His Fall, tragédie de Ben Jonson, Londres, par la Troupe du Roi (King’s Men).
- Didon se sacrifiant, tragédie d'Alexandre Hardy, Paris, Hôtel de Bourgogne.
- Hector, tragédie d'Antoine de Montchrestien.

## Naissances
- janvier : Shackerley Marmion, poète et dramaturge anglais, mort au début de 1639.
- 24 mars : Gabriel Bocángel, dramaturge et poète espagnol, mort le 8 décembre 1658.
- Vers 1603 : 
  - François Bedeau, dit L'Espy, comédien français, enterré le 17 septembre 1663.

## Décès
- Vers ou après 1603 : 
  - Richard Hathway, dramaturge anglais.
  - William Kempe, acteur anglais connu pour ses rôles de clown, un des premiers actionnaires du théâtre du Globe avec Shakespeare, né vers 1560.